# توروک‌سنت‌میکلوش
شهر توروک‌سنت‌میکلوش (به مجاری: Törökszentmiklós) در یاس-نادی‌کون-سولنوک در کشور مجارستان واقع شده‌است. جمعیت این شهر ۲۲٫۳۴۰ نفر  است.